# Ta-3
Ta-3 – ciężki dwusilnikowy samolot myśliwsko-szturmowy skonstruowany w ZSRR w okresie II wojny światowej przez Wsiewołoda Tajrowa, który pozostał w stadium prototypu. Na początkowym etapie rozwoju oznaczany był także OKO-6 oraz Ta-1.

## Historia powstania
W 1938 roku uczeń Nikołaja Polikarpowa Wsiewołod Tajrow, zajmujący stanowisko naczelnika Oddziału Doświadczalno-Konstrukcyjnego (ros. Opytno-Konstruktorskij Otdieł, OKO) w zakładzie nr 43 w Kijowie, zaproponował skonstruowanie dwusilnikowego samolotu myśliwsko-szturmowego uzbrojonego w działka lotnicze, który dzięki załodze jednoosobowej i wykorzystaniu mocnych silników byłby mniejszy, szybszy i dysponujący lepszą manewrowością od projektu WIT-1 Polikarpowa. 29 października 1938 postanowieniem władz ZSRR zlecono skonstruowanie takiego samolotu, pod oznaczeniem OKO-6. 
Prototyp OKO-6 ukończono 8 grudnia 1939 roku, a 21 stycznia 1940 roku został oblatany. Napęd stanowiły dwa silniki gwiazdowe M-88, które pozwalały na osiąganie prędkości podczas prób 567,5 km na на wysokości 7550 m. Samolot odznaczał się opancerzeniem kabiny pilota, w tym przednią szybą pancerną grubości 45 mm. Uzbrojenie pierwszej wersji stanowiły cztery działka 20 mm SzWAK w nosie kadłuba. Wadą była jednak zła stateczność w locie. Prototyp następnie latem 1940 roku przerobiono, przedłużając kadłub i stosując podwójne stateczniki pionowe zamiast pojedynczego. 
11 września 1940 roku zbudowano ulepszony prototyp OKO-6bis z silnikami M-88R z reduktorem, który został oblatany 31 października tego roku. Osiągnął on prędkość maksymalną 595 km/h. Pod koniec grudnia samolot otrzymał oznaczenie według nowego systemu od skrótu nazwiska konstruktora: Ta-1. Stateczność samolotu uległa poprawie i oceniano, że jest prosty w pilotażu. Prototyp ten został jednak uszkodzony przy awaryjnym lądowaniu 14 stycznia 1941 roku, po awarii silnika.
Tajrow proponował następnie polepszyć osiągi samolotu przez zastosowanie mocniejszych silników i 25 stycznia 1941 postanowienie władz nakazało skonstruowanie wersji rozwojowej Ta-3 w odmianach z silnikami M-89 i M-90 i ze wzmocnionym uzbrojeniem, w tym z działkiem kalibru 37 mm do zwalczania czołgów. W lutym Oddział Doświadczalno-Konstrukcyjny został wydzielony jako osobny zakład nr 483, który miał się zajmować między innymi rozwojem samolotu. W kwietniu pierwszy prototyp OKO-6 został przekonstruowany z zastosowaniem silników M-89 o mocy startowej 1300 KM i nominalnej 1150 KM. Uzbrojenie z czterech działek 20 mm wzmocniono przez dodanie dwóch karabinów maszynowych SzKAS 7,62 mm. Próby fabryczne prowadzono od 12 maja do 10 lipca 1941, podczas których osiągnięto prędkość 580 km/h na wysokości 7100 m. 
Samolot został rekomendowany do produkcji seryjnej, z uzbrojeniem w postaci działka 37 mm SzFK-37, dwóch działek 20 mm i dwóch km-ów, jednakże ostatecznie do jego wdrożenia do produkcji nie doszło. Wpłynął na to atak niemiecki i szybkie postępy ofensywy, która wymusiła ewakuację przemysłu lotniczego na wschód. Program rozwoju samolotu utrudniła ponadto śmierć jego głównego konstruktora Tajrowa 29 października 1941 roku w katastrofie lotniczej. Dopiero w maju 1942 roku ewakuowane biuro OKB-483 przedstawiło do prób ulepszony ostateczny wariant Ta-3bis, z silnikami M-89. Odznaczał się on między innymi nowymi zewnętrznymi częściami skrzydeł o większej powierzchni i niewielkim skosie ujemnym. Wzrósł zapas paliwa, zwiększając zasięg do 2060 km, lecz na skutek zwiększenia masy startowej do 6626 kg, prędkość maksymalna spadła do 565 km/h na 7000 metrów, pogorszyły się też charakterystyki startu i lądowania. Próby w locie zakończono w sierpniu 1942 roku. Samolot jednak nie został wdrożony do produkcji z uwagi na niedopracowanie silników M-89, a następnie likwidację biura OKB-483 pod koniec roku, uniemożliwiającą przeprojektowanie go pod inne silniki, jak rzędowe AM-37 lub gwiazdowe M-82A.